# Aragosta (araldica)
In araldica l'aragosta compare raramente, per lo più nell'araldica civica. 

D'azzurro, a un bisante d'argento caricato da una moscatura di armellino, accompagnato da tre aragoste d'oro appuntate in pergola (Île-de-Sein, Francia)
D'oro, all'ancora di marina di nero accostata da due aragoste di rosso e accompagnata in punta da un merlano d'azzurro, al capo d'armellino (Audierne, Francia)

## Posizione araldica ordinaria
L'aragosta, come anche il gambero si rappresenta abitualmente montante, cioè posta in palo con la testa in alto.